# 小行星12686
小行星12686（12686 Bezuglyj）是一颗绕太阳运转的小行星，为主小行星带小行星。该小行星于1986年10月3日发现。

## 轨道参数
小行星12686的轨道半长轴为2.5676939 UA，离心率为0.188。